# Etincelles FC
L'Etincelles Football Club és un club de Ruanda de futbol de la ciutat de Gisenyi.

## Palmarès
- Copa ruandesa de futbol:[2]
  - 1988